# Ligne de trolleybus 3 (Gand)
 (janvier 2020).
Si vous disposez d'ouvrages ou d'articles de référence ou si vous connaissez des sites web de qualité traitant du thème abordé ici, merci de compléter l'article en donnant les références utiles à sa vérifiabilité et en les liant à la section « Notes et références ».
La ligne 3 est une ancienne ligne de trolleybus dans la ville de Gand située en région flamande en Belgique. Cette ligne a été exploitée de mars 1989 à mars 2009.

## Histoire
Le 4 mars 1969, le Conseil d’Administration de la MIVG (Société de transport intercommunal de Gand) qui dispose d'un réseau de tram vieillissant décide de les maintenir sur les lignes 1, 2, 3 et 4. Dans le centre-ville, en fonction des possibilités, ces 4 lignes devaient être souterraines. On pensa à cet effet utiliser les canaux. Pour la ligne 3, des tunnels seraient creusés. La forte fréquentation sur la ligne 3 et la nécessité de la prolonger vers de nouveaux quartiers à l’est de la ville (Gentbrugge & Sint Amandsberg) furent déterminants dans la décision de la MIVG d’y introduire « provisoirement » le bus au 1er décembre 1969 (lignes 30 Mariakerke-Gentbrugge & 31 Mariakerke - Sint-Amandsberg).

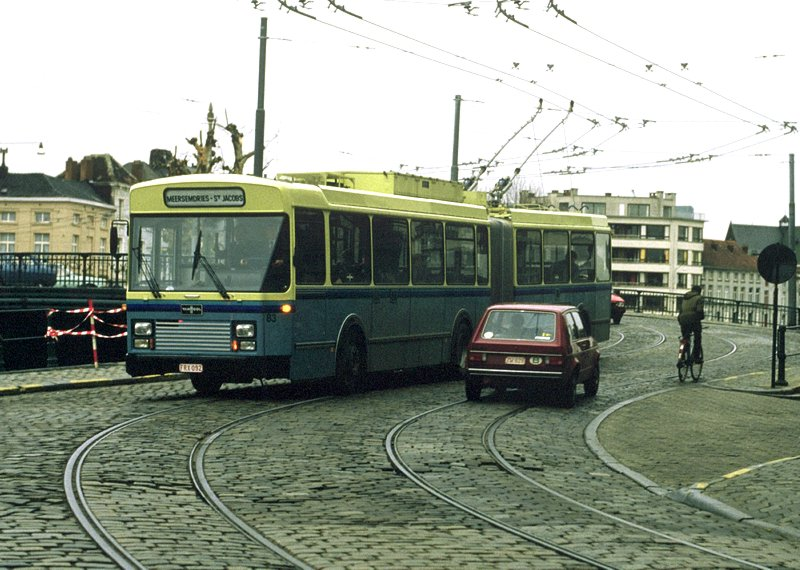
Prototype AG280T en tests à Gand

En 1976, la direction du « Grand Gand » décida d’abandonner l’idée de tunnels pour les trams et de renforcer le réseau en surface. Très rapidement, on se rendit compte de la difficulté de ré-introduire des trams sur la ligne 3. Le Collège de Gand chargea la MIVG de trouver une alternative de qualité. Ce moyen de transport devait être plus souple que le tram coincé sur ses rails, plus sain pour l’environnement que les bus diesel et pouvant transporter beaucoup de voyageurs surtout aux heures de pointe. Deux options s'imposèrent : le trolleybus articulé avec moteur de secours ou le duo-bus. Le duo-bus possède un moteur électrique et un moteur thermique. Au moment du choix, le duo-bus ne semblait pas tout à fait au point et surtout, le prix de revient et les frais d’entretien élevés firent pencher la balance en faveur du trolleybus équipé d’un générateur « léger ». C’est donc ce dernier qui fut choisi pour Gand. Cette ligne serait également une « vitrine » à l'exportation pour l'industrie belge. Un projet de création d'une ligne de trolleybus est alors déposé en 1981. Il faudra cependant 8 ans pour qu'il se concrétise ! Deux années seront nécessaires rien que pour obtenir l'autorisation de la Ville de Gand pour l'installation de la ligne aérienne. Celle-ci sera installée par les sociétés Fabricom/Kummler & Matter. Autre étape importante, en 1982, les sociétés Van Hool et ACEC sont choisies pour construire les 20 véhicules jugés nécessaires. Un prototype sera construit sur base du châssis d'un autobus articulé AG280. Ce véhicule sera testé durant plusieurs mois à Solingen (Allemagne) y parcourant avec bonheur quelque 27 000 kilomètres.
En janvier 1985, l'installation d'une première section de ligne aérienne est terminée entre la Brusselsesteenweg et Sint-Jacobs, juste à temps pour accueillir une journée d'étude internationale sur le trolleybus. Le prototype Van Hool circulera pour la première fois à Gand. D'autres véhicules comme par exemple le trolley 150 B79T venu d'Arnhem ainsi que le trolleybus historique de Bruxelles (6023) circuleront sur ce premier tronçon.

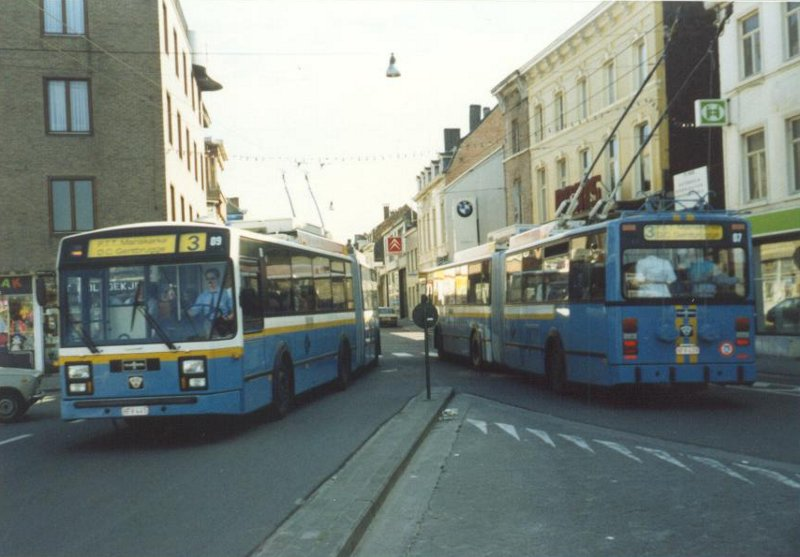
Trolleybus en livrée d'origine MIVG

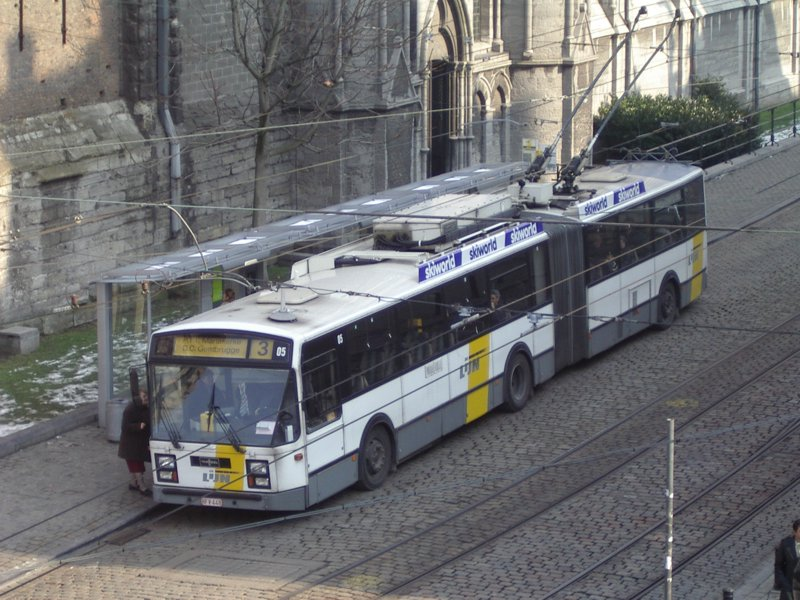
Trolleybus en livrée De Lijn

Il faudra encore deux années pour vaincre les réticences de la Ville de Gand pour pouvoir achever les travaux d'installation de la ligne aérienne jusque Mariakerke, la Ville posant de nombreuses conditions à l'installation de la ligne aérienne dans le centre historique de la cité. De nombreuses dispositions seront prises pour limiter l'impact visuel (ndlr : ce sera un échec). En février 1988, la ligne aérienne et les sous-stations sont réceptionnées. L'inauguration aura finalement lieu en mars 1989, soit 1 an après la livraison des 20 trolleybus.
En 1991, dans le cadre de la régionalisation des transports en commun en Belgique, les différentes sociétés de transport en commun disparaissent tant au sud qu'au nord du pays. En Flandre, la VVM-De Lijn devient gestionnaire des transports en commun. Les trolleybus perdent alors leur livrée bleue de la MIVG au profit de la nouvelle livrée blanc et gris de De Lijn.
L'exploitation de la ligne ne nécessite que 10 véhicules + deux en renfort aux heures de pointes de sorte qu'il sera possible de répondre favorablement à une demande de l'exploitant du réseau de la ville d'Arnhem aux Pays-Bas. Celui-ci désire louer 4 trolleybus pour compléter son parc. Quatre véhicules circuleront sur le réseau d'Arnhem d'avril 1996 à juin 1997.
Durant les vingt années que durera l'exploitation de la ligne 3 avec des trolleybus, ces véhicules semblent être les mal aimés et toutes les excuses seront bonnes pour les remplacer par des bus diesel. La plus longue interruption de leur utilisation aura lieu d'avril 2004 à octobre 2005. En effet, d'importants travaux de voirie sur une bonne partie de leur parcours les condamnent au repos forcé. Cependant, durant cette période, les véhicules seront toujours entretenus et testés pour rester en ordre de marche. En septembre 2004, lors des célébrations des 100 ans de traction électrique à Gand, le trolleybus numéro 15 (pressenti alors comme futur trolleybus musée) sera exposé.
Début 2005, il se confirme donc que les trolleybus vont à nouveau circuler dans les rues de Gand. De Lijn a demandé un permis à la Ville pour implanter une ligne aérienne sur le Hagelandkaai. Le tracé de la ligne va être légèrement modifié. En effet, les véhicules roulaient dans les deux sens dans la Dampoortstraat. Cette rue étant à sens unique, les trolleys circulaient donc parfois à contre-sens du trafic automobile. Lors de la remise en circulation des trolleys, il sera mis fin à cette situation et ils emprunteront cette rue en direction du centre-ville. Dans l'autre sens, ils rouleront désormais sur le Hagelandkaai.
D'avril 2007 à mai 2008, de nouveaux travaux viennent à nouveau perturber le tracé de la ligne de trolleybus cependant, cette fois-ci, les trolleys ne seront remplacés que sur la partie en travaux. Une boucle de retournement provisoire est installée à Dampoort permettant aux trolleybus de rebrousser en direction de Mariakerke.
En juillet 2007, les trolleybus ont 20 ans. Une démonstration de deux nouveaux véhicules est organisée et c'est ainsi qu'un AG300T Van Hool destiné à la ville italienne de Gènes circule sur la ligne de Gand. Au mois d'août, c'est un trolleybus Trollino 18 Solaris de Winterthur qui vient également rouler à Gand. Il est permis de rêver au remplacement des anciens trolleybus par de nouveaux véhicules modernes à plancher bas.
En janvier 2008, grosse surprise et énorme déception, le Conseil d'Administration de De Lijn décide finalement de ne pas acheter de nouveaux trolleybus, de cesser d'exploiter ce mode de transport et de les remplacer par des bus hybrides « Diesel-Électrique » dans la perspective de re-tramifier la ligne 3 dans un lointain futur... Pendant ce temps, les trolleybus continuent à circuler dans les rues de Gand. Cependant, les voyageurs attentifs remarqueront que de plus en plus de bus diesel sont injectés sur la ligne. Au mois de juin, plusieurs trolleybus à bout de souffle sont expédiés à l'ancien dépôt de Lochristi.

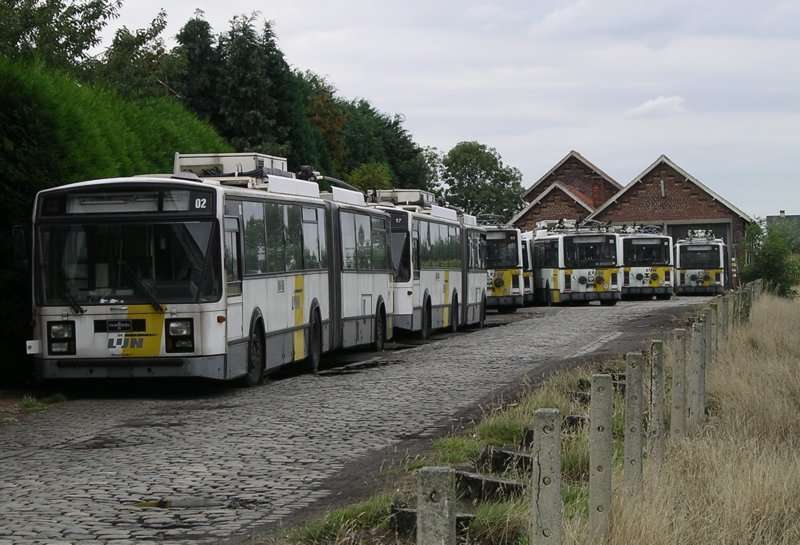
Trolleybus réformés en attente de « reclassement »

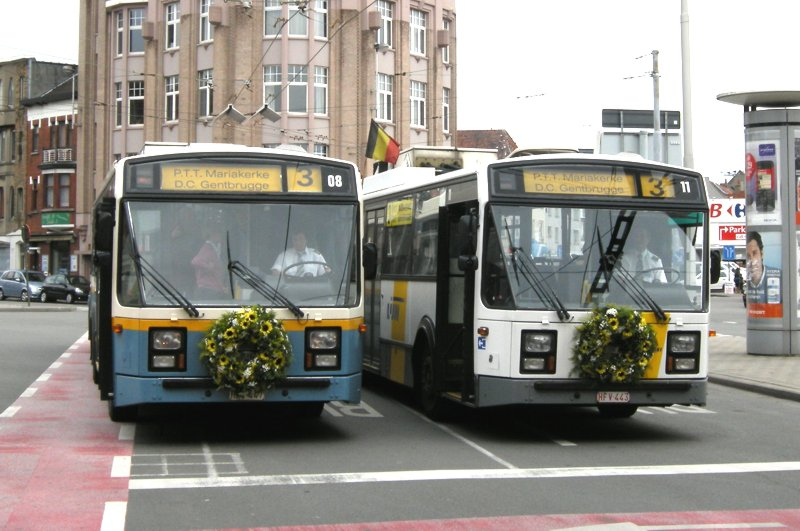
Défilé d'adieu le 14 juin 2009

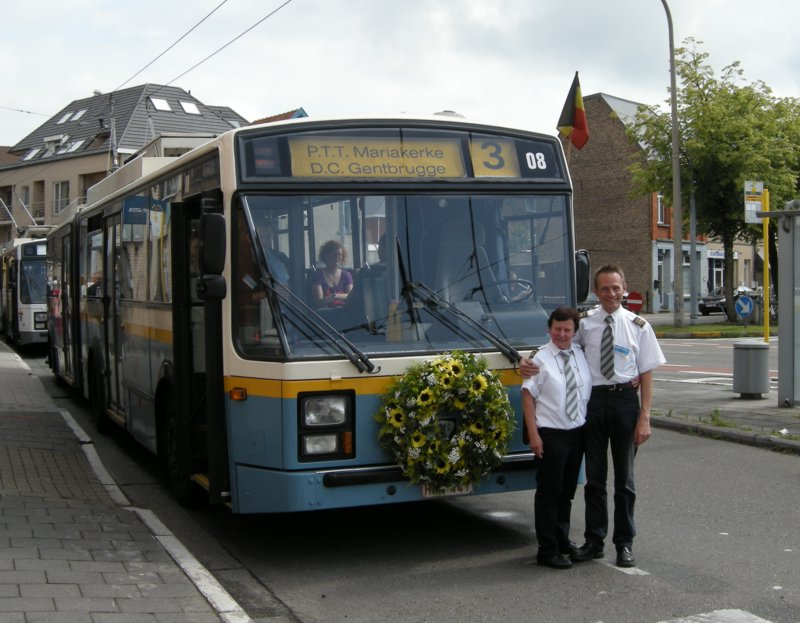
Sonia & Dominique conduisent « leurs » trolleys pour la dernière fois le 14 juin 2009

À la fin d'août 2008, à la suite de plusieurs pannes en ligne, les trolleybus sont tous confinés à leur dépôt et la ligne 3 est entièrement exploitée en mode diesel. Finalement, au mois de septembre 2008, quelques trolleybus refont leur apparition sur la ligne. Il est cependant décidé que les trolleybus ne circuleront que du lundi au vendredi. Ils ne circuleront plus le week-end ni les jours fériés. L'hiver 2008 sera particulièrement rigoureux. Le bus Fiat servant au dégivrage de la ligne aérienne est en panne. La ligne aérienne ne sera plus dégivrée... et les trolleybus resteront donc au dépôt. Du 29 décembre 2008 au 11 mars 2009, plus aucun trolleybus ne sera injecté en ligne.
Le 11 mars 2009 la télévision locale gantoise AVS demande à De Lijn la mise en circulation d'un trolleybus pour le tournage d'un reportage. Le trolleybus 7406 effectuera un service commercial complet. Le reportage d'AVS s'intitule « Le dernier trolleybus ». Et en effet, tout laisse à penser que le 7406 sera le dernier à avoir effectué un service commercial. Le 11 mars 2009 aura donc été le dernier jour d'exploitation des trolleybus à Gand.
Le 28 mars 2009, un voyage spécial d'adieu pour les amateurs a été organisé par le VEBOV, une association d'amateurs de transport en commun. Le dimanche 14 juin 2009 marque la fin officielle de l'exploitation de la ligne 3 avec des trolleybus. Depuis plusieurs mois, excepté quelques sorties sporadiques, plus aucun trolleybus n'a circulé dans les rues gantoises.
Le dimanche 14 juin, une fête d'adieu est organisée. Pour cette occasion, le trolleybus 7408 est entièrement repeint dans sa livrée MIVG d'origine, et le trolleybus 7411 est entièrement repeint en livrée De Lijn.
Durant l'après-midi, les deux véhicules parcourent une dernière fois les rues de Gand en guise d'adieu. Selon la tradition, ils sont garnis d'une couronne mortuaire. Les deux trolleybus gantois seront tout au long de cette journée accompagnés par le trolleybus bruxellois 6023 préservé par le MTUB, le musée du tram de Bruxelles.
Durant cette dernière journée de circulation, deux conducteurs se sont relayés pour conduire ces deux véhicules. Il s'agit de Sonia Vande Velde et de Dominique Lust. Leurs sourires masquent difficilement leur tristesse de devoir eux aussi dire adieu à « leurs » trolleybus.

## Vestiges et matériels préservés

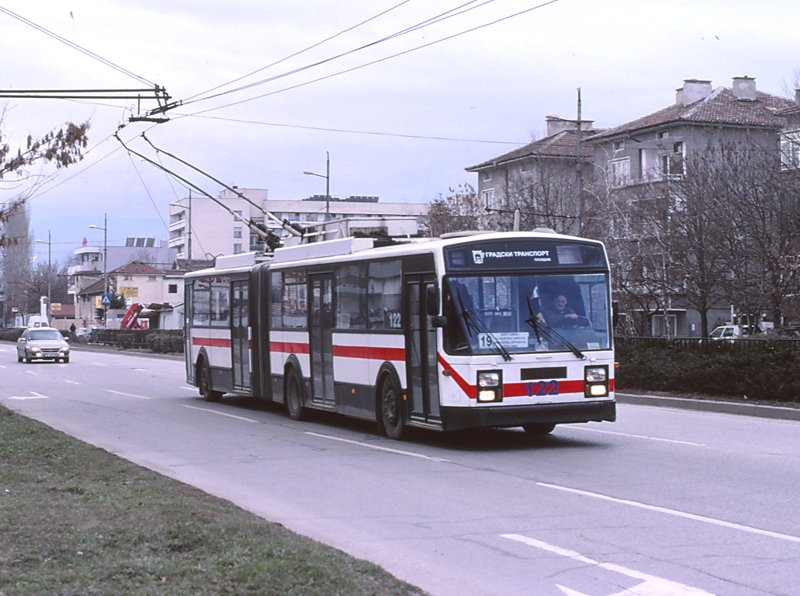
Ex-trolleybus de Gand en service à Plovdiv-Bulgarie

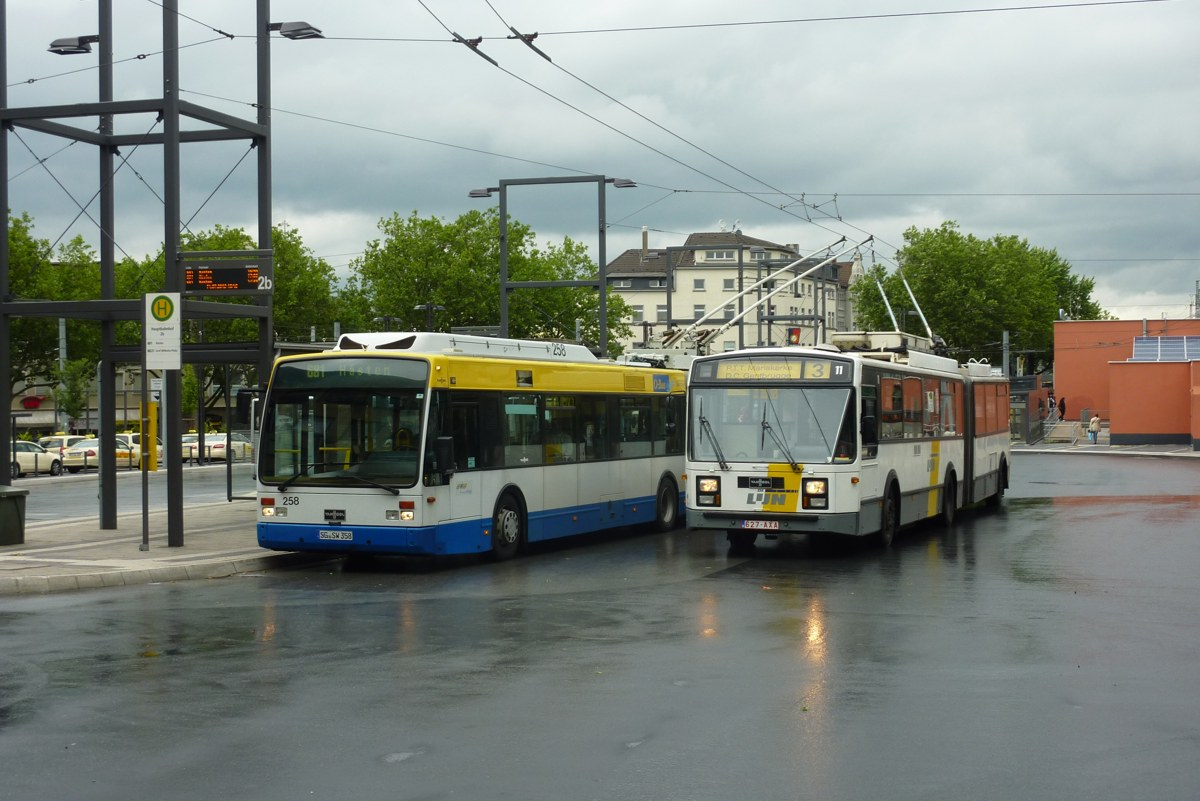
Ex-trolleybus gantois no 11 circulant à Solingen (All) en juin 2012

Les anciens trolleybus gantois ne furent pas détruits. À la fin de l'exploitation, sur les 20 véhicules initiaux, le parc comportait encore 18 véhicules, les trolleybus 7404 et 7418 ayant été déjà déclassés. Sur les 18 trolleybus restants, 3 seront choisis pour être préservés. Le trolleybus 7408 est un véhicule statique « musée » préservé par l'association gantoise "ETG". Le trolleybus 10 a lui aussi été préservé "en réserve froide". Le trolleybus 7411 a été préservé par un amateur liégeois. Ce trolley se trouve depuis avril 2012 à Solingen qui possède un réseau de trolleys. Il s'agit du dernier véhicule de cette série encore en ordre de marche. On peut l'apercevoir occasionnellement sur le réseau de Solingen à l'occasion de voyages spéciaux pour les amateurs.
En septembre 2011, les trolleybus 08 et 11 circulèrent conjointement sur les installations gantoises à l'occasion d'une balade pour des amateurs.
Quinze autres véhicules ont été vendus à la société Gradski transport qui exploitait, jusque fin 2012, le réseau de transport en commun de la ville de Plovdiv en Bulgarie, et notamment son réseau de trolleybus (en). En 2013, Gradsky Transport s'est vu retirer sa licence d'exploitation. Les anciens trolleybus gantois sont actuellement remisés dans un dépôt à la périphérie de Plovdiv. Des 12 trolleys capables initialement de rouler, seuls 3 étaient encore en ordre de marche au moment de leur retrait du service.
En octobre 2013, l'exploitant (De Lijn) a commencé à démonter l'ancienne ligne aérienne du trolleybus. Les sous-stations sont également démontées. Si les travaux avancent comme prévu, il ne restera plus aucun signe visible de cette ligne en 2015.

## Matériel roulant

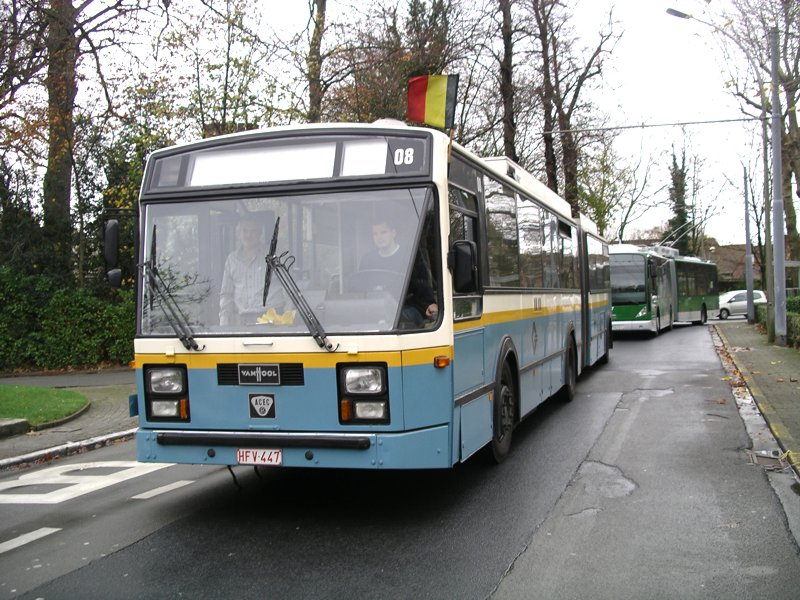
Le trolleybus 7408 en 2009

Les 20 véhicules du trolleybus de Gand étaient des Van Hool AG280T : ces véhicules mesurent 17,90 mètres de long, 2,49 mètres de large, peuvent atteindre une vitesse de 60 km/h en traction électrique. Ils peuvent transporter 138 passagers (46 assis, 92 debout). Ils sont propulsés par un moteur électrique de 177 kW. Ils sont également équipés d’un générateur de secours diesel de 57 kW délivrant une tension de 375 V (50 kW) au moteur de traction leur permettant alors d'atteindre les 40 km/h. Les trolleybus sont alimentés par une ligne aérienne en 600 volts (avec une tolérance de plus ou moins 20 %).
Les Van Hool AG280T ont coûté (au moins) 557 760,00 euros/pièce et furent livrés entre novembre 1987 et mars 1988.

### Articles
- « Trolleybus de Gand », Trolleybus & trams de Belgique et d'ailleurs, 31 octobre 2009 (consulté le 30 juin 2013)
- « Gand, adieu au trolleybus », Forum de la Voie Métrique et Etroite Belge (consulté le 30 juin 2013)
- « Bienvenue sur le site du trolleybus 11. », www.trolleybus11.be (consulté le 1er juillet 2013)